# Friedrich Wöhler
Friedrich Wöhler, född 31 juli 1800 i Eschersheim, idag ett distrikt i Frankfurt am Main, död 23 september 1882 i Göttingen, var en tysk kemist, mest känd för sin syntes av urea (urinämne) 1828. Detta var det första organiska ämne som syntetiserades från helt icke-organiska utgångsämnen. Detta ledde till att man övergav teorin om att en särskild "livskraft" ("vitalitetsprincipen") behövdes för att skapa kolföreningar. Wöhler var även först med att isolera många av grundämnena.

## Biografi
År 1823 avslutade Wöhler sina medicinstudier i Heidelberg vid Leopold Gmelins laboratorium, som arrangerade en möjlighet för Wöhler att arbeta hos Jöns Jacob Berzelius i Stockholm. Från 1825 till 1831 var Wöhler lärare vid yrkesskolan i Berlin, från 1828 med titeln professor. Från 1831 till 1836 var han professor vid högre yrkesskolan (Polytechnikum) i Kassel. Efter Friedrich Stromeyers död 1835 blev Wöhler 1836 hans efterföljare på professuren i medicin, kemi och farmaci vid universitetet i Göttingen och verkade där till sin död 1882. Wöhler blev känd för det han råkade framställa. Wöhler var ledamot av Vetenskapsakademien i Göttingen och invaldes 1834 som utländsk ledamot av Kungliga Vetenskapsakademien. Han tilldelades Copleymedaljen 1872.